# Danh sách đĩa nhạc của NCT
Danh sách đĩa nhạc của nhóm nhạc nam Hàn Quốc NCT bao gồm 4 album phòng thu, 3 album tái phát hành, 2 album trực tiếp, 13 mini-album, 2 album đĩa đơn và 27 đĩa đơn.

## Album

### Album phòng thu
| Tên                                                                                                   | Thông tin chi tiết | Thứ hạng cao nhất | Thứ hạng cao nhất | Thứ hạng cao nhất | Thứ hạng cao nhất | Thứ hạng cao nhất | Thứ hạng cao nhất | Thứ hạng cao nhất | Thứ hạng cao nhất | Thứ hạng cao nhất | Thứ hạng cao nhất | Doanh số                                                       | Chứng nhận          |
| Tên                                                                                                   | Thông tin chi tiết | HQ                | CAN               | Pháp Dig.         | NB                | NB Hot            | HL                | Anh Down.         | Mỹ                | Mỹ Heat.          | Mỹ World          | Doanh số                                                       | Chứng nhận          |
| --- | --- | ----------------- | ----------------- | ----------------- | ----------------- | ----------------- | ----------------- | ----------------- | ----------------- | ----------------- | ----------------- | -------------------------------------------------------------- | ------------------- |
| NCT 2018 Empathy                                                                                      | - Ngày phát hành: 14 tháng 3 năm 2018 (HQ) - Hãng đĩa: SM Entertainment - Định dạng: CD, tải về, streaming                           | 2                 | —                 | 76                | 10                | 16                | 190               | 68                | —                 | 9                 | 5                 | - HQ: 387,485 - NB: 15,757 - Mỹ: 1,000                         | - KMCA: Bạch kim    |
| NCT 127                                                                                               | |                   |                   |                   |                   |                   |                   |                   |                   |                   |                   |                                                                |                     |
| Regular-Irregular                                                                                     | - Ngày phát hành: 12 tháng 10 năm 2018 (HQ) - Hãng đĩa: SM Entertainment - Định dạng: CD, tải về, streaming                          | 1                 | —                 | 43                | 6                 | 24                | —                 | 42                | 86                | —                 | 2                 | - HQ: 292,341 - NB: 26,057 (Phy.) - NB: 980 (Dig.) - Mỹ: 8,000 | - KMCA: Bạch kim    |
| Awaken                                                                                                | - Ngày phát hành: 17 tháng 4 năm 2019 (NB) - Hãng đĩa: Avex Trax - Định dạng: CD, CD+DVD, CD+Blu-Ray, tải về, streaming              | —                 | —                 | 121               | 4                 | 4                 | —                 | —                 | —                 | —                 | 15                | - NB: 56,895 (Phy.) - NB: 978 (Dig.)                           |                     |
| Neo Zone                                                                                              | - Ngày phát hành: 6 tháng 3 năm 2020 (HQ) - Hãng đĩa: SM Entertainment, Capitol, Caroline, Virgin - Định dạng: CD, tải về, streaming | 1                 | 26                | —                 | 3                 | 14                | —                 | 34                | 5                 | —                 | 1                 | - HQ: 838,423 - NB: 44,574 - Mỹ: 196,000                       | - KMCA: 3× Bạch kim |
| WayV                                                                                                  | |                   |                   |                   |                   |                   |                   |                   |                   |                   |                   |                                                                |                     |
| Awaken the World                                                                                      | - Ngày phát hành: 9 tháng 6 năm 2020 (TQ) - Hãng đĩa: Label V, SM Entertainment - Định dạng: CD, tải về, streaming                   | 3                 | —                 | —                 | 19                | 33                | —                 | 55                | —                 | —                 | 9                 | - HQ: 100,409 - NB: 2,745 - NB: 400 (Dig.)                     |                     |
| "—" biểu thị các bản phát hành không có trong bảng xếp hạng hoặc không được phát hành tại khu vực đó. | |                   |                   |                   |                   |                   |                   |                   |                   |                   |                   |                                                                |                     |

### Tái phát hành
| Tên                         | Thông tin chi tiết | Thứ hạng cao nhất | Thứ hạng cao nhất | Thứ hạng cao nhất | Thứ hạng cao nhất | Doanh số                          | Chứng nhận          |         |
| Tên                         | Thông tin chi tiết | HQ                | NB                | NB Hot            | Mỹ World          | Doanh số                          | Chứng nhận          |         |
| NCT 127                     | NCT 127 | NCT 127           | NCT 127           | NCT 127           | NCT 127           | NCT 127                           | NCT 127             | NCT 127 |
| --------------------------- | --- | ----------------- | ----------------- | ----------------- | ----------------- | --------------------------------- | ------------------- | ------- |
| Regulate                    | - Ngày phát hành: 23 tháng 11 năm 2018 (HQ) - Hãng đĩa: SM Entertainment - Định dạng: CD, tải về, streaming                   | 2                 | 10                | —                 | 9                 | - HQ: 164,332 - NB: 26,057 (Phy.) |                     |         |
| Neo Zone: The Final Round   | - Ngày phát hành: 19 tháng 5 năm 2020 (HQ) - Hãng đĩa: SM Entertainment, Capitol, Caroline - Định dạng: CD, tải về, streaming | 1                 | 4                 | 21                | —                 | - HQ: 577,799                     | - KMCA: 2x Bạch kim |         |
| WayV                        | |                   |                   |                   |                   |                                   |                     |         |
| Take Over the Moon - Sequel | - Ngày phát hành: 13 tháng 3 năm 2020 (HQ) - Hãng đĩa: Label V, SM Entertainment - Định dạng: CD                              | 3                 | —                 | —                 | —                 | - HQ: 29,334                      |                     |         |

### Album trực tiếp
| Tên                          | Thông tin chi tiết                                                                                               |         |         |         |         |         |         |
| NCT 127                      | NCT 127 | NCT 127 | NCT 127 | NCT 127 | NCT 127 | NCT 127 | NCT 127 |
| ---------------------------- | --- | ------- | ------- | ------- | ------- | ------- | ------- |
| Neo City: Seoul – The Origin | - Ngày phát hành: 24 tháng 10 năm 2019 (HQ) - Hãng đĩa: SM Entertainment - Định dạng: DVD, CD, tải về, streaming |         |         |         |         |         |         |
| NCT Dream                    | |         |         |         |         |         |         |
| The Dream Show               | - Ngày phát hành: 9 tháng 6 năm 2020 (HQ) - Hãng đĩa: SM Entertainment - Định dạng: CD, tải về, streaming        |         |         |         |         |         |         |

### Album đĩa đơn
| Tên        | Thông tin chi tiết                                                                                                 | Thứ hạng cao nhất | Doanh số      |
| Tên        | Thông tin chi tiết                                                                                                 | HQ                | Doanh số      |
| NCT Dream  | NCT Dream | NCT Dream         | NCT Dream     |
| ---------- | --- | ----------------- | ------------- |
| The First  | - Ngày phát hành: 9 tháng 2 năm 2017 (HQ) - Hãng đĩa: SM Entertainment - Định dạng: CD, tải về, streaming          | 1                 | - HQ: 110,709 |
| WayV       | |                   |               |
| The Vision | - Ngày phát hành: 17 tháng 1 năm 2019 (TQ) - Hãng đĩa: Label V, SM Entertainment - Định dạng: Tải xuống, streaming | —                 | —             |

## Mini-album
| Tên | Thông tin chi tiết | Thứ hạng cao nhất | Thứ hạng cao nhất | Thứ hạng cao nhất | Thứ hạng cao nhất | Thứ hạng cao nhất | Thứ hạng cao nhất | Thứ hạng cao nhất | Thứ hạng cao nhất | Thứ hạng cao nhất | Doanh số                                                       | Chứng nhận          |         |         |         |
| Tên | Thông tin chi tiết | HQ                | CAN               | Pháp Dig.         | NB                | NB Hot            | Anh Down          | Mỹ                | Mỹ Heat           | Mỹ World          | Doanh số                                                       | Chứng nhận          |         |         |         |
| NCT 127                                                                                                | NCT 127 | NCT 127           | NCT 127           | NCT 127           | NCT 127           | NCT 127           | NCT 127           | NCT 127           | NCT 127           | NCT 127           | NCT 127                                                        | NCT 127             | NCT 127 | NCT 127 | NCT 127 |
| --- | --- | ----------------- | ----------------- | ----------------- | ----------------- | ----------------- | ----------------- | ----------------- | ----------------- | ----------------- | -------------------------------------------------------------- | ------------------- | ------- | ------- | ------- |
| NCT #127                                                                                               | - Ngày phát hành: 10 tháng 7 năm 2016 (HQ) - Hãng đĩa: SM Entertainment - Định dạng: CD, tải về, streaming                                      | 1                 | —                 | 79                | —                 | —                 | —                 | —                 | 22                | 2                 | - HQ: 117,413 - NB: 6,235                                      |                     |         |         |         |
| Limitless                                                                                              | - Ngày phát hành: 6 tháng 1 năm 2017 (HQ) - Hãng đĩa: SM Entertainment - Định dạng: CD, tải về, streaming                                       | 1                 | —                 | —                 | —                 | —                 | —                 | —                 | 4                 | 1                 | - HQ: 171,097 - NB: 11,179                                     |                     |         |         |         |
| Cherry Bomb                                                                                            | - Ngày phát hành: 14 tháng 6 năm 2017 (HQ) - Hãng đĩa: SM Entertainment - Định dạng: CD, tải về, streaming                                      | 2                 | —                 | —                 | —                 | —                 | —                 | —                 | 18                | 2                 | - HQ: 173,081 - NB: 8,457                                      |                     |         |         |         |
| Chain                                                                                                  | - Ngày phát hành: 23 tháng 5 năm 2018 (NB) - Hãng đĩa: Avex Trax - Định dạng: CD, CD+DVD, cát sét, tải về, streaming                            | —                 | —                 | —                 | 2                 | 3                 | —                 | —                 | —                 | 8                 | - NB: 55,045 (Phy.) - NB: 750 (Dig.)                           |                     |         |         |         |
| Up Next Session: NCT 127                                                                               | - Ngày phát hành: 22 tháng 10 năm 2018 - Hãng đĩa: Apple Music, SM Entertainment - Định dạng: Tải xuống, streaming                              | —                 | —                 | 142               | —                 | 80                | —                 | —                 | —                 | —                 |                                                                |                     |         |         |         |
| We Are Superhuman                                                                                      | - Ngày phát hành: 24 tháng 5 năm 2019 (HQ) - Hãng đĩa: SM Entertainment, Dreamus, Capitol, Caroline - Định dạng: CD, tải về, streaming, LP, SMC | 1                 | 64                | 43                | 6                 | 23                | 54                | 11                | —                 | 1                 | - HQ: 298,463 - NB: 9,065 (Phy.) - NB: 829 (Dig.) - Mỹ: 38,000 | - KMCA: Bạch kim    |         |         |         |
| Loveholic                                                                                              | - Ngày phát hành: 23 tháng 12 năm 2020 (NB) - Hãng đĩa: Avex Trax - Định dạng: CD, CD+Blu-Ray, tải về, streaming                                | To be released    | To be released    | To be released    | To be released    | To be released    | To be released    | To be released    | To be released    | To be released    | To be released                                                 | To be released      |         |         |         |
| NCT Dream                                                                                              | |                   |                   |                   |                   |                   |                   |                   |                   |                   |                                                                |                     |         |         |         |
| We Young                                                                                               | - Ngày phát hành: 17 tháng 8 năm 2017 (HQ) - Hãng đĩa: SM Entertainment - Định dạng: CD, tải về, streaming                                      | 2                 | —                 | 23                | —                 | —                 | —                 | —                 | —                 | 3                 | - HQ: 110,428                                                  |                     |         |         |         |
| We Go Up                                                                                               | - Ngày phát hành: 3 tháng 9 năm 2018 (HQ) - Hãng đĩa: SM Entertainment - Định dạng: CD, tải về, streaming                                       | 1                 | —                 | —                 | 11                | 28                | 97                | —                 | 7                 | 5                 | - HQ: 232,572 - NB: 8,737 (Phy.) - NB: 735 (Dig.) - Mỹ: 5,000  |                     |         |         |         |
| We Boom                                                                                                | - Ngày phát hành: 26 tháng 7 năm 2019 (HQ) - Hãng đĩa: SM Entertainment - Định dạng: CD, tải về, streaming                                      | 1                 | —                 | 33                | 16                | —                 | —                 | —                 | —                 | 7                 | - HQ: 349,274 - NB: 7,563 - Mỹ: 1,000                          | - KMCA: Bạch kim    |         |         |         |
| The Dream                                                                                              | - Ngày phát hành: 22 tháng 1 năm 2020 (NB) - Hãng đĩa: Avex Trax - Định dạng: CD, tải về, streaming                                             | —                 | —                 | —                 | 1                 | —                 | —                 | —                 | —                 | —                 | - NB: 51,796                                                   |                     |         |         |         |
| Reload                                                                                                 | - Ngày phát hành: 29 tháng 4 năm 2020 (HQ) - Hãng đĩa: SM Entertainment - Định dạng: CD, tải về, streaming                                      | 1                 | —                 | —                 | 2                 | 11                | —                 | —                 | —                 | 7                 | - HQ: 654,557 - TQ: 90,727                                     | - KMCA: 2x Bạch kim |         |         |         |
| WayV                                                                                                   | |                   |                   |                   |                   |                   |                   |                   |                   |                   |                                                                |                     |         |         |         |
| Take Off                                                                                               | - Ngày phát hành: 9 tháng 5 năm 2019 (TQ) - Hãng đĩa: Label V, SM Entertainment - Định dạng: CD, tải về, streaming                              | —                 | —                 | 76                | —                 | —                 | —                 | —                 | —                 | 7                 |                                                                |                     |         |         |         |
| Take Over the Moon                                                                                     | - Ngày phát hành: 29 tháng 10 năm 2019 (TQ) - Hãng đĩa: Label V, SM Entertainment - Định dạng: CD, tải về, streaming                            | 5                 | —                 | 88                | —                 | —                 | 76                | —                 | 24                | 12                | - HQ: 61,763                                                   |                     |         |         |         |
| "—" biểu thị các bản phát hành không có trong bảng xếp hạng hoặc không được phát hành tại khu vực đó.. | |                   |                   |                   |                   |                   |                   |                   |                   |                   |                                                                |                     |         |         |         |

## Đĩa đơn
| "The 7th Sense" (일곱 번째 감각) | 2016 | Taeyong, Doyoung, Ten, Jaehyun, Mark                                                                                                  | 111 | —  | —  | —  | —  | 2           | - HQ: 48,376              | NCT 2018 Empathy          |
| "Without You" | 2016 | Taeil, Doyoung, Jaehyun (phiên bản tiếng Hàn), và Kun (phiên bản tiếng Trung)                                                         | 126 | —  | 5  | —  | —  | 3           | - HQ: 28,860              | NCT 2018 Empathy          |
| "Boss" | 2018 | Taeyong, Doyoung, Jaehyun, Mark, Winwin, Lucas, Jungwoo                                                                               | 97  | 80 | —  | —  | —  | 3           | —                         | NCT 2018 Empathy          |
| "Baby Don't Stop" | 2018 | Taeyong, Ten | —   | —  | —  | —  | —  | 2           | —                         | NCT 2018 Empathy          |
| "Yestoday" | 2018 | Taeyong, Doyoung, Lucas, Mark | —   | —  | —  | —  | —  | —           | —                         | NCT 2018 Empathy          |
| NCT 127 |      | |     |    |    |    |    |             |                           |                           |
| "Fire Truck" (소방차) | 2016 | Taeil, Taeyong, Yuta, Jaehyun, Winwin, Mark, Haechan                                                                                  | 103 | —  | —  | —  | —  | 2           | - HQ: 30,067 - Mỹ: 3,000  | NCT #127                  |
| "Limitless" (무한적아 / 無限的我) | 2017 | Taeil, Johnny, Taeyong, Yuta, Doyoung, Jaehyun, Winwin, Mark, Haechan                                                                 | —   | —  | —  | —  | —  | 4           | - HQ: 18,390              | Limitless                 |
| "Cherry Bomb" | 2017 | Taeil, Johnny, Taeyong, Yuta, Doyoung, Jaehyun, Winwin, Mark, Haechan                                                                 | 47  | —  | —  | —  | —  | 3           | - HQ: 71,061 - Mỹ: 1,000  | Cherry Bomb               |
| "Touch" | 2018 | Taeil, Johnny, Taeyong, Yuta, Doyoung, Jaehyun, Winwin, Mark, Haechan                                                                 | —   | 54 | —  | —  | —  | 11          | —                         | NCT 2018 Empathy          |
| "Chain" | 2018 | Taeil, Johnny, Taeyong, Yuta, Doyoung, Jaehyun, Winwin, Mark, Haechan                                                                 | —   | —  | —  | 21 | —  | —           | —                         | Chain                     |
| "Regular" | 2018 | Taeil, Johnny, Taeyong, Yuta, Doyoung, Jaehyun, Winwin, Jungwoo, Mark, Haechan                                                        | 92  | 16 | —  | —  | —  | 2           | - Mỹ: 3,000               | Regular-Irregular         |
| "Simon Says" | 2018 | Taeil, Johnny, Taeyong, Yuta, Doyoung, Jaehyun, Winwin, Jungwoo, Mark, Haechan                                                        | —   | 39 | —  | —  | 37 | 1           | - Mỹ: 2,000               | Regulate                  |
| "Wakey-Wakey" | 2019 | Taeil, Johnny, Taeyong, Yuta, Doyoung, Jaehyun, Jungwoo, Mark, Haechan                                                                | —   | —  | —  | 85 | —  | —           | —                         | Awaken                    |
| "Superhuman" | 2019 | Taeil, Johnny, Taeyong, Yuta, Doyoung, Jaehyun, Jungwoo, Mark, Haechan                                                                | 117 | 13 | —  | 90 | —  | 3           | - Mỹ: 1,000               | We Are Superhuman         |
| "Highway to Heaven" (bản tiếng Anh) | 2019 | Taeil, Johnny, Taeyong, Yuta, Doyoung, Jaehyun, Jungwoo, Mark, Haechan                                                                | —   | —  | —  | —  | —  | 5           | —                         | We Are Superhuman         |
| "Kick It" (영웅 / 英雄) | 2020 | Taeil, Johnny, Taeyong, Yuta, Doyoung, Jaehyun, Jungwoo, Mark, Haechan                                                                | 21  | 9  | —  | 84 | 38 | 3           | —                         | Neo Zone                  |
| "Punch" | 2020 | Taeil, Johnny, Taeyong, Yuta, Doyoung, Jaehyun, Jungwoo, Mark, Haechan                                                                | 5   | 39 | —  | 32 | —  | 5           | —                         | Neo Zone: The Final Round |
| NCT Dream |      | |     |    |    |    |    |             |                           |                           |
| "Chewing Gum" (泡泡糖) | 2016 | Mark, Renjun, Jeno, Haechan, Jaemin, Chenle, Jisung                                                                                   | 144 | —  | 12 | —  | —  | 2           | - HQ: 19,196 - Mỹ: 10,000 | The First                 |
| "My First and Last" (마지막 첫사랑 / 最後的初戀) | 2017 | Mark, Renjun, Jeno, Haechan, Chenle, Jisung                                                                                           | 89  | —  | 9  | —  | —  | 11          | - HQ: 19,981              | The First                 |
| "We Young" | 2017 | Mark, Renjun, Jeno, Haechan, Chenle, Jisung                                                                                           | —   | —  | 14 | —  | —  | 11          | - HQ: 17,349              | We Young                  |
| "Go" | 2018 | Mark, Renjun, Jeno, Haechan, Jaemin, Chenle, Jisung                                                                                   | —   | 25 | —  | —  | —  | 18          | —                         | NCT 2018 Empathy          |
| "We Go Up" | 73   | Mark, Renjun, Jeno, Haechan, Jaemin, Chenle, Jisung                                                                                   | 7   | —  | —  | —  | 11 | - Mỹ: 1,000 | We Go Up                  |                           |
| "Boom" | 2019 | Renjun, Jeno, Haechan, Jaemin, Chenle, Jisung                                                                                         | 90  | 6  | —  | —  | 40 | 6           | - Mỹ: 1,000               | We Boom                   |
| "Ridin" | 2020 | Renjun, Jeno, Haechan, Jaemin, Chenle, Jisung                                                                                         | 17  | 26 | —  | —  | —  | 18          | —                         | Reload                    |
| NCT 2018 |      | |     |    |    |    |    |             |                           |                           |
| "Black On Black" | 2018 | Taeil, Johnny, Taeyong, Yuta, Doyoung, Kun, Ten, Jaehyun, Winwin, Jungwoo, Lucas, Mark, Renjun, Jeno, Haechan, Jaemin, Chenle, Jisung | —   | —  | —  | —  | —  | —           | —                         | NCT 2018 Empathy          |
| WayV |      | |     |    |    |    |    |             |                           |                           |
| "理所当然 (Regular)" | 2019 | Kun, Ten, Winwin, Lucas, Xiaojun, Hendery, Yangyang                                                                                   | —   | —  | —  | —  | —  | 3           | - Mỹ: 1,000               | The Vision                |
| "无翼而飞 (Take Off)" | 2019 | Kun, Ten, Winwin, Lucas, Xiaojun, Hendery, Yangyang                                                                                   | —   | —  | —  | —  | —  | 25          | —                         | Take Off                  |
| "天选之城 (Moonwalk)" | 2019 | Kun, Ten, Winwin, Lucas, Xiaojun, Hendery, Yangyang                                                                                   | —   | —  | —  | —  | —  | 23          | —                         | Take Over the Moon        |
| "Love Talk" | 2019 | Kun, Ten, Winwin, Lucas, Xiaojun, Hendery, Yangyang                                                                                   | —   | —  | —  | —  | —  | 3           | - TQ: 196,930             | Take Over the Moon        |
| "Turn Back Time (超时空 回)" | 2020 | Kun, Ten, Winwin, Lucas, Xiaojun, Hendery, Yangyang                                                                                   | —   | —  | —  | —  | —  | 12          | —                         | Awaken The World          |
| "Bad Alive (bản tiếng Anh)" | 2020 | Kun, Ten, Winwin, Lucas, Xiaojun, Hendery, Yangyang                                                                                   | —   | —  | —  | —  | —  | 12          | - TQ: 144,928             | Awaken The World          |
| "—" biểu thị các bản phát hành không có trong bảng xếp hạng hoặc không được phát hành tại khu vực đó. Ghi chú: Alibaba Chart phát hành lần đầu vào ngày 31 tháng 7 năm 2016 và ngưng vào tháng 11 năm 2017. |      | |     |    |    |    |    |             |                           |                           |

## Đĩa đơn quảng bá
| Tên                              | Năm     | Thành viên                                          | Album                                    | Ghi chú                                            |         |         |         |         |         |
| NCT 127                          | NCT 127 | NCT 127                                             | NCT 127                                  | NCT 127                                            | NCT 127 | NCT 127 | NCT 127 | NCT 127 | NCT 127 |
| -------------------------------- | ------- | --------------------------------------------------- | ---------------------------------------- | -------------------------------------------------- | ------- | ------- | ------- | ------- | ------- |
| "Taste the Feeling"              | 2016    | Taeil, Yuta, Jaehyun, Haechan                       | S.M. Station Season 1                    | Kết hợp với Coca-Cola                              |         |         |         |         |         |
| NCT Dream                        |         |                                                     |                                          |                                                    |         |         |         |         |         |
| "Trigger the Fever"              | 2017    | Mark, Renjun, Jeno, Haechan, Chenle, Jisung         | We Young                                 | Bài hát chính thức của 2017 FIFA U-20 World Cup    |         |         |         |         |         |
| "Joy"                            | 2017    | Mark, Renjun, Jeno, Haechan, Chenle, Jisung         | S.M. Station Season 2                    | SM Station single                                  |         |         |         |         |         |
| "Candle Light" (사랑한단 뜻이야) | 2018    | Mark, Renjun, Jeno, Haechan, Jaemin, Chenle, Jisung | S.M. Station Season 3                    | SM Station single                                  |         |         |         |         |         |
| "Fireflies"                      | 2019    | Renjun, Jeno, Haechan, Jaemin, Chenle, Jisung       | Đĩa đơn không nằm trong album            | Official Soundtrack for The World Scout Foundation |         |         |         |         |         |
| NCT U                            |         |                                                     |                                          |                                                    |         |         |         |         |         |
| "Timeless"                       | 2018    | Taeil, Doyoung, Jaehyun                             | NCT 2018 Empathy / S.M. Station Season 2 | SM Station single                                  |         |         |         |         |         |
| "Coming Home"                    | 2019    | Taeil, Doyoung, Jaehyun, Haechan                    | SM Station X 4 LOVEs for Winter          | SM Station single                                  |         |         |         |         |         |

## Bài hát nhạc phim
| Tên                           | Năm   | Thứ hạng cao nhất | Thành viên              | Album                         |       |
| Tên                           | Năm   | HQ                | Thành viên              | Album                         |       |
| NCT U                         | NCT U | NCT U             | NCT U                   | NCT U                         | NCT U |
| ----------------------------- | ----- | ----------------- | ----------------------- | ----------------------------- | ----- |
| "Because of You" (단 한 사람) | 2015  | —                 | Taeil                   | The Merchant: Gaekju 2015 OST |       |
| "Stay in my Life"             | 2017  | —                 | Taeil, Taeyong, Doyoung | School 2017 OST               |       |
| "Radio Romance"               | 2018  | —                 | Taeil, Doyoung          | Radio Romance OST             |       |
| "Hard For Me"                 | 2018  | —                 | Doyoung                 | Rich Man OST                  |       |
| "New Dream"                   | 2018  | —                 | Taeil, Jaehyun          | Dokgo Rewind OST              |       |
| "New Love"                    | 2019  | —                 | Jaehyun, Doyoung        | Best Mistake OST              |       |
| "Baby Only You"               | 2019  | —                 | Mark, Doyoung           | The Tale of Nokdu OST         |       |

## Cộng tác
| Tên                                               | Năm       | Thành viên                                                    | Thứ hạng cao nhất | Thứ hạng cao nhất | Thứ hạng cao nhất | Thứ hạng cao nhất | Doanh số           | Album                         |
| Tên                                               | Năm       | Thành viên                                                    | HQ                | TQ                | NZ Hot.           | Mỹ World          | Doanh số           | Album                         |
| NCT Dream                                         | NCT Dream | NCT Dream                                                     | NCT Dream         | NCT Dream         | NCT Dream         | NCT Dream         | NCT Dream          | NCT Dream                     |
| ------------------------------------------------- | --------- | ------------------------------------------------------------- | ----------------- | ----------------- | ----------------- | ----------------- | ------------------ | ----------------------------- |
| "Hair in the Air" (với Yeri)                      | 2018      | Renjun, Jeno, Jaemin                                          | —                 | —                 | —                 | —                 | —                  | SM Station Season 3           |
| "Don't Need Your Love" (với HRVY)                 | 2019      | Renjun, Jeno, Jaemin, Chenle, Jisung                          | —                 | —                 | —                 | 4                 | —                  | SM Station Season 3           |
| NCT 127                                           |           |                                                               |                   |                   |                   |                   |                    |                               |
| "Let's Shut Up & Dance" (với Lay và Jason Derulo) | 2019      | Taeil, Johnny, Taeyong, Yuta, Doyoung, Jaehyun, Jungwoo, Mark | —                 | 35                | 34                | —                 | - HQ: 3,952 (Phy.) | Đĩa đơn không nằm trong album |

### Với tư cách khách mời
| Tên                                            | Năm  | Album                         |
| ---------------------------------------------- | ---- | ----------------------------- |
| "So Am I" (Ava Max hợp tác với NCT 127)        | 2019 | Đĩa đơn không nằm trong album |
| "Up to You" (PRETTYMUCH hợp tác với NCT Dream) | 2019 | INT'L EP                      |

## Bài hát lọt vào bảng xếp hạng khác
| Tên                           | Năm     | Thứ hạng cao nhất | Thứ hạng cao nhất | Thứ hạng cao nhất | Album                            |         |         |         |         |
| Tên                           | Năm     | HQ                | HQ Hot            | Mỹ World          | Album                            |         |         |         |         |
| NCT 127                       | NCT 127 | NCT 127           | NCT 127           | NCT 127           | NCT 127                          | NCT 127 | NCT 127 | NCT 127 | NCT 127 |
| ----------------------------- | ------- | ----------------- | ----------------- | ----------------- | -------------------------------- | ------- | ------- | ------- | ------- |
| "Welcome to My Playground"    | 2018    | —                 | —                 | 7                 | Regulate                         |         |         |         |         |
| "Elevator (127F)"             | 2020    | 116               | 42                | —                 | Neo Zone                         |         |         |         |         |
| "Boom" (꿈)                   | 2020    | 132               | 44                | —                 | Neo Zone                         |         |         |         |         |
| "Love Song" (우산)            | 2020    | 135               | 47                | —                 | Neo Zone                         |         |         |         |         |
| "Pandora's Box" (낮잠)        | 2020    | 137               | 47                | —                 | Neo Zone                         |         |         |         |         |
| "Day Dream" (白日夢)          | 2020    | 148               | 49                | —                 | Neo Zone                         |         |         |         |         |
| "Love Me Now" (메아리)        | 2020    | 141               | 49                | —                 | Neo Zone                         |         |         |         |         |
| "White Night" (백야)          | 2020    | 176               | 54                | —                 | Neo Zone                         |         |         |         |         |
| "Sit Down!"                   | 2020    | 191               | 56                | 25                | Neo Zone                         |         |         |         |         |
| "Not Alone"                   | 2020    | 193               | 59                | —                 | Neo Zone                         |         |         |         |         |
| "Interlude: Neo Zone"         | 2020    | —                 | 53                | —                 | Neo Zone                         |         |         |         |         |
| "Mad Dog" (뿔)                | 2020    | 197               | 57                | —                 | Neo Zone                         |         |         |         |         |
| "Dreams Come True"            | 2020    | 196               | 60                | —                 | Neo Zone                         |         |         |         |         |
| "NonStop"                     | 2020    | 164               | 64                | 11                | Neo Zone: The Final Round        |         |         |         |         |
| "Make Your Day"               | 2020    | —                 | 80                | —                 | Neo Zone: The Final Round        |         |         |         |         |
| "Prelude"                     |         | —                 | 83                | —                 | Neo Zone: The Final Round        |         |         |         |         |
| NCT Dream                     |         |                   |                   |                   |                                  |         |         |         |         |
| "Fireflies"                   |         | —                 | —                 | 11                | The World Scout Organization OST |         |         |         |         |
| "Quiet Down"                  | 2020    | 131               | 56                | —                 | Reload                           |         |         |         |         |
| "내게 말해줘 (7 Days)"        | 2020    | 97                | 49                | —                 | Reload                           |         |         |         |         |
| "사랑은 또다시 (Love Again)"  | 2020    | 117               | 50                | —                 | Reload                           |         |         |         |         |
| "너의 자리 (Puzzle Piece)"    | 2020    | 115               | 55                | —                 | Reload                           |         |         |         |         |
| WayV                          |         |                   |                   |                   |                                  |         |         |         |         |
| "Come Back" (噩梦)            | 2019    | —                 | —                 | 7                 | The Vision                       |         |         |         |         |
| "Dream Launch" (梦想发射计划) | 2019    | —                 | —                 | 6                 | The Vision                       |         |         |         |         |